# Pena di morte nella Città del Vaticano

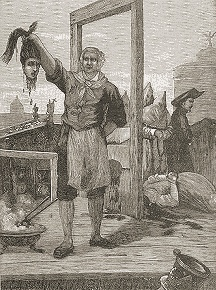
Mastro Titta, il celebre esecutore di sentenze capitali dello Stato Pontificio.

La pena di morte nella Città del Vaticano è stata legale dal 1929 al 1969, prevista in caso di tentato omicidio del papa. Venne formalmente rimossa dalla Legge fondamentale il 12 febbraio 2001, su iniziativa di Papa Giovanni Paolo II.

## Storia

### Sfondo storico

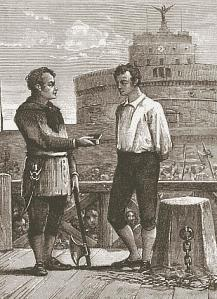
Giovanni Battista Bugatti, boia dello Stato Pontificio dal 1796 al 1865, portò a termine 516 esecuzioni, per una media dunque di 7 all'anno. Qui è raffigurato mentre offre una presa di tabacco ad un condannato di fronte alla prigione di Castel Sant'Angelo).

La pena di morte è stata supportata, come extrema ratio contro gli omicidi violenti, da diversi teologi già della prima cristianità; Sant'Ambrogio, figlio di un prefetto romano egli stesso magistrato e Console di Milano, chiamato dal popolo al ruolo di vescovo della città, incoraggiò diversi membri del clero a pronunciarsi a favore ed a portare a compimento delle pene di morte; Sant'Agostino ne parla nella sua opera La città di Dio: egli riporta: "Dal momento che l'autorità agente è una spada nelle mani [di Dio], non vi è contrarietà nei confronti del comandamento "Non uccidere" per quanti rappresentano l'autorità dello stato e mettono a morte i criminali".  Ma è un pronunciamento di principio poiché nel momento in cui si troverà davanti all'applicazione della pena capitale verso gli eretici Donatisti, chiederà nella sua lettera a Marcellino di evitare la pena di morte per i colpevoli: "Riguardo poi al castigo da infliggere loro, benché abbiano confessato si orribili delitti, ti prego che non sia la pena di morte, non solo per la pace della nostra coscienza, ma anche per mettere in risalto la mansuetudine cattolica". Tommaso d'Aquino e Duns Scoto entrambi dissero che la pena di morte era supportata dalle scritture.
Papa Innocenzo III chiese a Pietro Valdo ed ai valdesi di accettare che "il potere secolare possa, senza peccato mortale, esercitare il giudizio del sangue, comminando le pene con giustizia, senza timore, con prudenza e senza precipitazione" come prerequisito per una riconciliazione con la chiesa di Roma. Durante il medioevo e nell'era moderna, invece, l'Inquisizione non venne mai autorizzata dalla Santa Sede a svolgere le funzioni di autorità civile ed a punire con la morte gli eretici. Questi dopo la sentenza venivano rilasciati al braccio secolare che eseguiva le eventuali condanne. 
Il Catechismo romano del 1566 codificava l'insegnamento che Dio ha concesso alle autorità civili potere sulla vita e sulla morte. I dottori della chiesa Roberto Bellarmino e Alfonso Maria de' Liguori, così come i teologi Francisco de Vitoria, Tommaso Moro e Francisco Suárez continuarono questa tradizione di pensiero.

### Evoluzione storica

#### Stato Pontificio
Nello Stato della Chiesa la pena di morte fu praticata sino alla sua caduta, nel 1870: in memoria di quella pratica papa Francesco, l'11 ottobre 2017, ha dichiarato che «anche nello Stato Pontificio si è fatto ricorso a questo estremo e disumano rimedio, trascurando il primato della misericordia sulla giustizia. Assumiamo le responsabilità del passato, e riconosciamo che quei mezzi erano dettati da una mentalità più legalistica che cristiana. La preoccupazione di conservare integri i poteri e le ricchezze materiali aveva portato a sovrastimare il valore della legge, impedendo di andare in profondità nella comprensione del Vangelo».
L'ultimo giustiziato fu Agabito Bellomo, un brigante condannato per omicidio e ghigliottinato a Palestrina il 9 luglio 1870, due mesi prima della conquista di Roma da parte delle truppe sabaude.
Con la conquista dello Stato della Chiesa e la sua annessione al Regno d'Italia, i territori sottoposti precedentemente alla giurisdizione papale vennero assimilati alle leggi nazionali italiane e come tale la Santa Sede, non disponendo più di una sovranità temporale, venne de facto privata del diritto di comminare la pena di morte. Tuttavia, in quegli stessi ex territori pontifici, ora del nuovo Regno d'Italia, la pena di morte continuò ad essere inflitta ancora per vari anni, finché non fu abolita nel 1889.

#### Città del Vaticano
All'atto della firma dei Patti Lateranensi e della costituzione della Città del Vaticano, la Santa Sede tornò a dotarsi di un territorio proprio e questo la costrinse ad introdurre delle norme necessariamente di potere temporale. Il codice penale del Regno d'Italia, che aveva reintrodotto la pena di morte nel 1926, estese la pena capitale per il reato di tentato assassinio del Papa sul proprio territorio equiparandolo a quello di tentato assassinio del Re:
(Patti Lateranensi.)
La Legge fondamentale dello Stato della Città del Vaticano, emanata nel 1929 da papa Pio XI dopo la firma dei Patti Lateranensi ed in sostanziale concordanza con quanto presente nel codice penale del Regno d'Italia, prevede la pena di morte anche nell'ordinamento della Città del Vaticano e lo introdusse nello specifico anche nel tentativo di uccisione del Santo Padre. Non ci furono tentativi di assassinio del Papa fintanto che lo statuto vaticano previde la pena capitale. Papa Paolo VI rimosse la pena di morte dagli statuti vaticani, abrogandola per qualsiasi reato, annunciando la modifica nell'agosto 1969. Tuttavia il cambiamento divenne di pubblico dominio solo nel gennaio 1971, quando alcuni giornalisti accusarono Paolo VI di ipocrisia per le sue critiche alle esecuzioni capitali in Spagna e Unione Sovietica.
La pena di morte venne rimossa completamente dalla Legge fondamentale con motu proprio il 12 febbraio 2001, su decisione di Giovanni Paolo II.